# 吸烟室

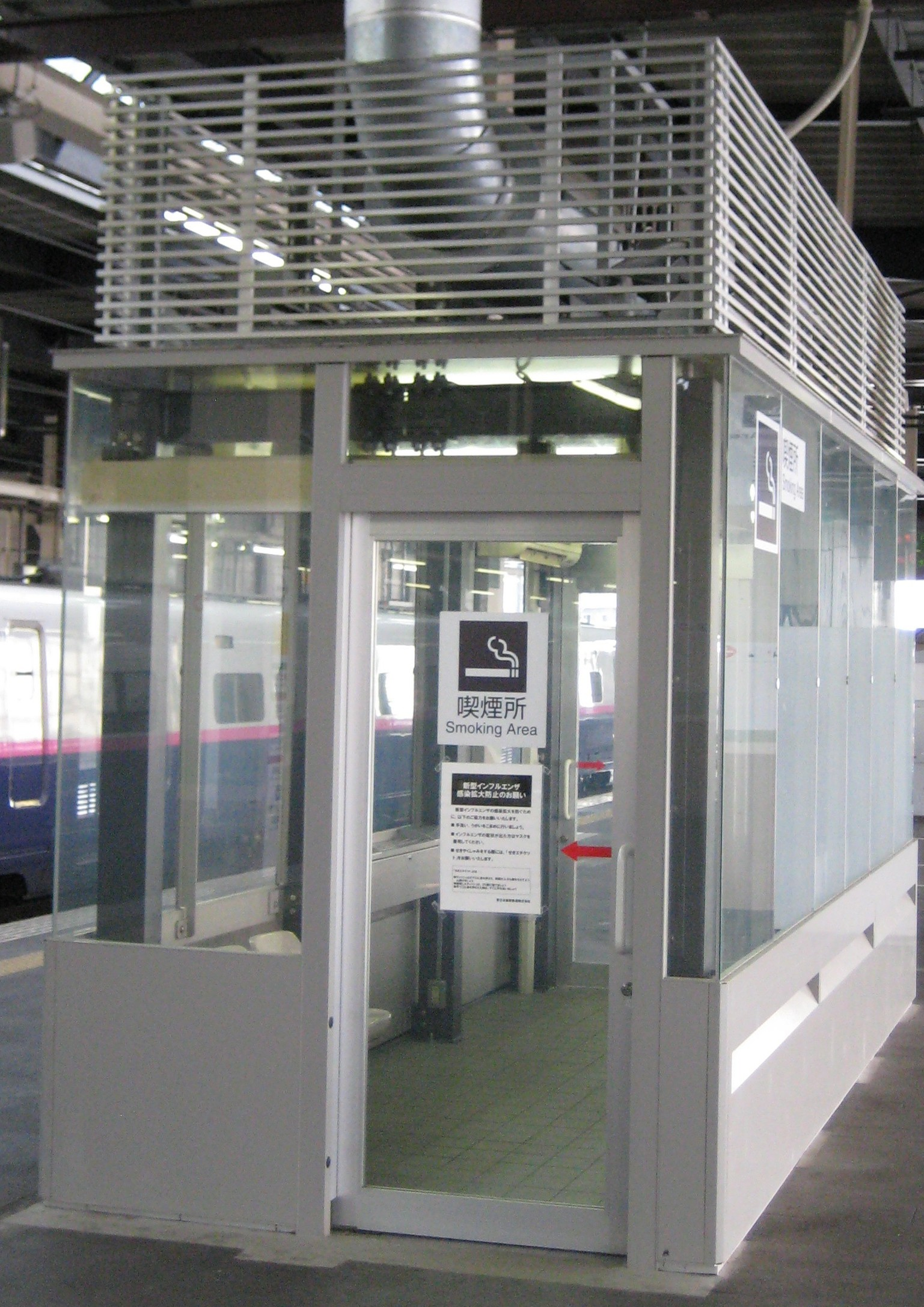
日本車站月台上設立的吸菸室

吸烟室（英語：smoking room）或吸烟休息室（smoking lounge）是为吸烟人士特别提供和裝修的房间，一般位于禁止吸烟的建筑物内。

## 位置和设施
吸烟室可以在公共建筑（例如機場、車站及鐵路列車等）以及半公共建筑（如工作场所）中见到。吸烟室一般配有椅子、烟灰缸和通风设施，并通常可以自由进出，但可能有吸烟年龄限制（通常是18岁）。香煙公司有时会赞助吸烟室，在房间墙壁上展示其品牌，并为房间或维护提供资金赞助。香烟公司一直努力在确保主要机场中可以在高端地点吸烟，以便许多人排解无聊与紧张。在最初，提供吸烟与禁止吸烟区域是他们的目标，但当该政策失败后，他们转回到吸烟室通风策略。
一些吸菸室具有獨立的空調系統、設有空氣清淨機，甚至採取負壓設計以避免菸味擴散。

## 历史上在私人住宅中
1850年左右的克里米亚战争普及了土耳其烟草，吸烟在时尚领域得到流行，但也被认为是无礼的行为。在一所大型私人房屋内吃过晚餐后，绅士们可能会离开女士而转移到配有天鹅绒窗帘和阳刚风格的吸烟室（富裕的业主经常选择土耳其题材和武器收藏品），并用舒适的天鹅绒吸烟夹克和帽子替换掉自己的燕尾服。天鹅绒旨在吸收煙霧，以免污染其他房间和衣物。

## 英国
在英国，在任何封闭的、有工作人员的场所吸烟是非法的，所以不能提供吸烟室、设施只能在户外。除私人住宅外，合法的吸烟室几乎只有客户于烟草商处品尝样品。为英国國民保健署提供长期住院护理的心理治疗单位也可以为病人提供指定的吸烟室。